# Друг Фриц (опера)
«Друг Фриц» (также «Дружище Фриц», итал. L’amico Fritz) — опера в трёх актах Пьетро Масканьи (1891), лирическая комедия. Либретто П. Суардона (P. Suardon, он же — Nicola Daspuro), с добавлениями Джованни Тарджони-Тоццетти. На основе романа «L’ami Fritz» французских писателей Эркмана и Шатриана.
Премьера — 31 октября 1891, Театро Костанци в Риме.
Самый знаменитый фрагмент оперы — «Вишнёвый дуэт» (итал. Duetto delle ciliegie, «Suzel, buon dì») — входит в число лучших оперных дуэтов.

## Сюжет
Действие происходит в Эльзасе.
Акт первый
Фриц Кобус — богатый молодой землевладелец, которого считают благодетелем своих земель, ведь он всегда готов помогать нуждающимся. Сегодня день рождения Фрица; неисправимый холостяк, он веселится со своими друзьями Федерико и Анецо, тоже сторонниками безбрачия, и добрым раввином Давидом. Приходит Сюзель, юная дочь фермера — она принесла хозяину свой скромный подарок, букетик фиалок. Фриц поражен красотой и грацией девушки и усаживает ее за праздничный стол рядом с собой. Звучит скрипка цыганенка Беппе. Сюзель до слез растрогана музыкой; она стыдится этого, но Фриц ее ободряет: он и сам тронут. Беппе восхваляет молодого хозяина: Фриц однажды спас его, когда бушевала буря. Фриц возражает, что не заслуживает подобной чести. Служанка Катерина сообщает, что за Сюзелью приехал возчик, ей надо спешить к отцу. Фриц передает старику привет и обещает навестить его. Давид предсказывает, что скоро эта девушка станет самой прелестной новобрачной в Эльзасе. Друзья вышучивают старания раввина всех переженить; Давид в ответ напоминает о смоковнице, которую Господь предал огню за бесплодие. Фриц спорит с Давидом на свой лучший виноградник, что его-то женить не удастся. Раввин заранее радуется дармовому вину. Между тем под окнами Фрица под звуки марша проходит шествие сирот, желающих отдать дань уважения местному благотворителю. Фриц заверяет, что других детей ему не требуется.
Акт второй
Сюзель ожидает прибытия Фрица — пусть отведает вишен, они уже поспели. Вдали слышна меланхолическая песня крестьянок об утраченной любви. Сюзель тоже принимается напевать, собирая для Фрица новый букетик. Появившийся Фриц восхищен ее соловьиным голосом; а букетик — сюрприз для него? Сюзель восклицает: у нее есть сюрприз получше — это вишни! Они вместе собирают ягоды, и Фриц все больше увлекается очарованием девушки. Приезжают его друзья и Давид; Федерико и Анецо предлагают прокатиться по окрестностям, но раввин остается, сославшись на усталость. Он просит Сюзель прочитать ей отрывок из Библии о Ребекке и Елеазаре, который предназначил ее в жены Исааку, и девушка выдает свои чувства к молодому хозяину. Полдела сделано; и Давид хитроумно намекает Фрицу на предстоящую свадьбу Сюзели с парнем из деревни. Фриц взволнован и вынужден признаться самому себе, что пал жертвой любви, но Сюзель для него потеряна. Он поспешно покидает деревню, даже не попрощавшись с Сюзелью. Видя, что объект ее мечтаний столь внезапно исчез, и не понимая причины этого, Сюзель охвачена отчаянием и не может сдержать слез. Ее горести вторит песня крестьянок.
Акт третий
Вернувшись домой, Фриц не находит себе места: он постоянно думает о Сюзели. Как нарочно, на улице празднуют свадьбу. Беппе пытается развлечь Фрица песенкой о любовных страданиях, но только усугубляет досаду своего друга. Давид рискует поговорить с Фрицем о предстоящем браке Сюзели: отец девушки должен прийти в тот же день за согласием хозяина, сама же она отмалчивается. Фриц в порыве ревности кричит, что согласия никогда не даст, и убегает. Давид встречает печальную Сюзель, которая принесла хозяину фрукты, и, уходя, ободряет ее: все будет хорошо! Сюзель в одиночестве сетует на бесчувственность любимого. Фриц замечает ее бледность и расспрашивает о женихе. Сюзель признается, что старик отец, в тревоге о ее будущем, торопит ее выйти замуж — она предпочла бы остаться одной, но не смеет противиться отцу, и умоляет Фрица спасти ее от ненавистного брака. Фриц допытывается: быть может, девушка любит другого? Сюзель пылко это отрицает, но Фриц настаивает, требуя открыть имя ее возлюбленного. Никогда, отвечает Сюзель, лучше мне умереть. А если это я? — вопрошает Фриц. Он ее любит и не мыслит жизни без нее! Сюзель потрясена. Влюбленные счастливы. Итак, раввин выиграл виноградник, но вручает его Сюзели в качестве свадебного подарка, довольный, что молодые люди наконец соединились. Федерико и Анецо огорчены «потерей» друга, однако Давид обещает подумать о поиске жен и для них. Все дружно прославляют любовь.

## Действующие лица
| Персонажи                         | Голоса        |
| --------------------------------- | ------------- |
| Сюзель                            | сопрано       |
| Фриц Кобус                        | тенор         |
| Беппе, цыган                      | меццо-сопрано |
| Давид, раввин                     | баритон       |
| Федерико, друг Фрица              | тенор         |
| Анецо, друг Фрица                 | бас           |
| Катерина, домоправительница Фрица | сопрано       |

## Известные арии
- Son pochi fiori
- Suzel buon dì
- E anche Beppe amò
- Non mi resta che il pianto
- O amore o bella luce del core